# Sovetsky (huyện của Stavropol)
Huyện Sovetsky (tiếng Nga: ? райо́н) là một huyện hành chính tự quản (raion), của Vùng Stavropol, Nga. Huyện có diện tích 2105 km², dân số thời điểm ngày 1 tháng 1 năm 2000 là 73700 người. Trung tâm của huyện đóng ở Zelenokumsk.